# پوسته تردک گراهام
پوسته تردک گراهام (انگلیسی: Graham cracker crust) سبکی از پوسته پای یا خمیر بریزه است که از تردک‌های خرد شدهتردک گراهام تهیه می‌شود. کراکر گراهام یک تردک شیرین آمریکایی است که از آرد سفیدنشده، گندم کامل آرد گراهام تهیه می‌شود.